# Axel H. Lindboe
Axel Hagbarth Lindboe, född 5 januari 1846 i Kristiania, död där 13 oktober 1911, var en norsk psykiater, bror till Jacob Lindboe, far till Einar Lindboe.
Lindboe avlade medicinsk ämbetsexamen 1869 och var därefter verksam som förste underläkare inom sinnessjukvården, från 1872 vid Rotvolds asyl och från 1874 vid Gaustad sindsygeasyl. År 1882 blev han direktör för Gaustads sinnessjukasyl, där han kort efter sitt tillträde planerade och genomförde betydande reformer. Han var även konsult åt centralförvaltningen i psykiatriska frågor och undervisade medicine studerande vid Kristiania universitet.